# 양곤마
양곤마는 바둑에서 두 군데가 곤마로 몰린 형세 또는 상대방 돌에게 쫓기거나 포위되어 '살기 어려운 두 개의 대마' 또는 '두 곳에 생긴 곤마'를 의미한다.